# Sacaca (Arábia)
Sacaca (em árabe: سكاكا; romaniz.: Sakakah) é uma cidade da Arábia Saudita da região Jaufe. Segundo censo de 2010, havia 150 257 habitantes. Em 2005, um decreto real permitiu a fundação da Universidade de Jaufe, que engloba várias faculdades, supervisionadas pela Universidade Rei Saúde, criadas em Sacaca e Guraiate. Sacaca ainda está servida pelo Aeroporto de Jaufe